# Iryna Liščyns'ka
Iryna Anatoliïvna Nedelenko, coniugata Liščyns'ka (in ucraino Ірина Анатоліївна Неделенко-Ліщинська?; Makiïvka, 15 gennaio 1976), è una mezzofondista ucraina.

## Palmarès
| Anno | Manifestazione    | Sede              | Evento       | Risultato  | Prestazione | Note                                     |
| ---- | ----------------- | ----------------- | ------------ | ---------- | ----------- | ---------------------------------------- |
| 1994 | Mondiali juniores | Lisbona           | 1500 m piani | 6ª         | 4'18"47     |                                          |
| 1997 | Europei under 23  | Turku             | 800 m piani  | Oro        | 2'01"72     |                                          |
| 2001 | Universiadi       | Pechino           | 1500 m piani | 12ª        | 4'33"81     |                                          |
| 2002 | Europei           | Monaco di Baviera | 1500 m piani | 10ª        | 4'11"70     |                                          |
| 2003 | Mondiali indoor   | Birmingham        | 1500 m piani | 5ª         | 4'07"19     |                                          |
| 2006 | Mondiali indoor   | Mosca             | 1500 m piani | 5ª         | 4'07"82     |                                          |
| 2006 | Europei           | Göteborg          | 1500 m piani | 8ª         | 4'04"98     |                                          |
| 2007 | Mondiali          | Osaka             | 1500 m piani | Argento    | 4'00"69     | Miglior prestazione personale stagionale |
| 2008 | Giochi olimpici   | Pechino           | 1500 m piani | Argento    | 4'01"63     |                                          |
| 2009 | Mondiali          | Berlino           | 1500 m piani | Semifinale | dnf         |                                          |